# اومشلاگ‌پلاتز
اومشلاگ‌پلاتز (به زبان آلمانی: نقطه گردآوری یا نقطه بارگیری) اصطلاحی بود که در طول هولوکاست برای نشان دادن مناطق نگهداری در نزدیکی ایستگاه‌های راه‌آهن در لهستان اشغالی به کار می‌رفت که در آن‌ها یهودیان لهستانی ساکن گتوها برای تبعید به اردوگاه‌های پاکسازی نازی‌ها گردهم آورده می‌شدند. بزرگترین نقطه گردآوری در ورشو در کنار گتو ورشو بود. در سال ۱۹۴۲ میان ۲۵۴٬۰۰۰–۲۶۵٬۰۰۰ یهودی در راه خود به اردوگاه مرگ تربلینکا در جریان عملیات راینهارد، مرگبارترین مرحله هولوکاست در لهستان، از این اومشلاگ‌پلاتز گذشتند. اغلب، کسانی که منتظر رسیدن قطارهای هولوکاست بودند در طول شب در اومشلاگ‌پلاتز نگه داشته می‌شدند. از نمونه‌های دیگر اومشلاگ‌پلاتز می‌توان از ایستگاه رادوگوشچ، در نزدیکی گتو ووچ، نام برد که قربانیان در آن به اردوگاه مرگ خلمنو و آشویتس فرستاده می‌شدند.
در سال ۱۹۸۸، یادبودی در ورشو برای گرامیداشت قربانیان تبعید از اومشلاگ‌پلاتز برپا شد. این بنای یادبود، که شبیه یک واگن قطار باری با درهای باز است. در گوشه خیابان استافکی واقع شده‌است.